# Homoneura polymelasma
Homoneura polymelasma är en tvåvingeart som beskrevs av Kim 1994. Homoneura polymelasma ingår i släktet Homoneura och familjen lövflugor. Inga underarter finns listade i Catalogue of Life.